# Žalvarinis
Žalvarinis – litewski zespół folk metalowy. Od samego początku zwracał na siebie uwagę, powstając z połączenia muzyków pagan metalowej grupy „Ugnėlakis” i śpiewaków, grającej litewską muzykę obrzędową, Kūlgrindy.
Ich interpretacje ludowych litewskich pieśni brzmią w nowy i niezwykły sposób, godzą różne style: od lekkiego rocka po metal, wykorzystując też elementy bluesa i jazzu.
Žalvarinis powstał latem 2001 w Wilnie. Wtedy też zaczęto nagrywanie pierwszego albumu – „Žalvarinis” (CD, UAB „Bomba”). Grupa koncertowała na różnych festiwalach i świętach miejskich jak: „Mėnuo Juodaragis”, „Suklegos”, „Sutemos”, „Regioo” (festiwal muzyki nowoczesnej, Estonia 2003 r.), „Baltijas saule” (Ryga 2002, 2003).
Przez Telewizję Narodową została ogłoszona największym odkryciem roku 2004. Žalvarinis zaproszono by wystąpił w filmie o Litwie (przeznaczonym dla austriackich turystów), udzielając tam swej „twarzy” i muzyki.
Latem 2005 ukazał się nowy album „Žalio vario” digipack („Prio rec”, BOD). Tego czasu grupa dużo koncertowała na Litwie, prezentując swój nowy program.
Jednym z podstawowych celów grupy jest ożywić zamierającą tradycje litewskich pieśni ludowych, podając je słuchaczom w nowoczesnej i atrakcyjnej formie.

## Członkowie
- Robertas Semeniukas – gitara
- Arūnas Lukoševičius – gitara basowa (od 28 stycznia 2006 zastępuje Aurimasa Lemežisa)
- Aidas Buivydas – gitara (od 28 stycznia 2006 zasępuje Mariusa Būdę)
- Ilja Molodcov – perkusja
- Ineta Meduneckytė – śpiew
- Laurita Peleniūtė-Pocienė – śpiew
- Eglė Pakšytė – śpiew
- Ramūnas Pocius – śpiew, dudy

## Dyskografia
- „Žalvarinis” (2002, UAB „Bomba”)
- „Žalio Vario” (2005, UAB „Prioro įrašų grupė”)
- „Folk n’ Rock” (2008)